# Крюково (станция)
Крю́ково — железнодорожная станция на главном ходу Октябрьской железной дороги (Ленинградском направлении) в Зеленоградском административном округе города Москвы, главный транспортно-пересадочный узел округа. В рамках информационно-навигационной системы Московского метрополитена конечная Ленинградско-Казанского диаметра (МЦД-3) на станции указывается под названием Зеленоград-Крюково.
Станция входит в Московский центр организации работы железнодорожных станций ДЦС-1 Октябрьской дирекции управления движением. По основному характеру работы является промежуточной, по объёму работы отнесена ко II классу.
Время в пути от Ленинградского вокзала около 50—60 минут для обычных пригородных поездов и от 25 до 40 минут для пригородных экспрессов.

## Информация
Значительный объём работы станции составляет приём и отправление пассажиров в пригородном сообщении — на 2021 год годовой объём пассажирского движения составлял 16,2 млн чел.. Важной составляющей работы станции является также пропуск грузовых поездов и пассажирских поездов дальнего следования.
По состоянию на 18 августа 2023 года на станции на 1 минуту также останавливаются некоторые из поездов дальнего следования:
- «Ласточка»: № 725Ч (Санкт-Петербург — Москва) и 726Ч (Москва — Санкт-Петербург);
- «Сапсан»: № 758А и 784А (Москва — Санкт-Петербург), 761А и 785А (Санкт-Петербург — Москва).

## История

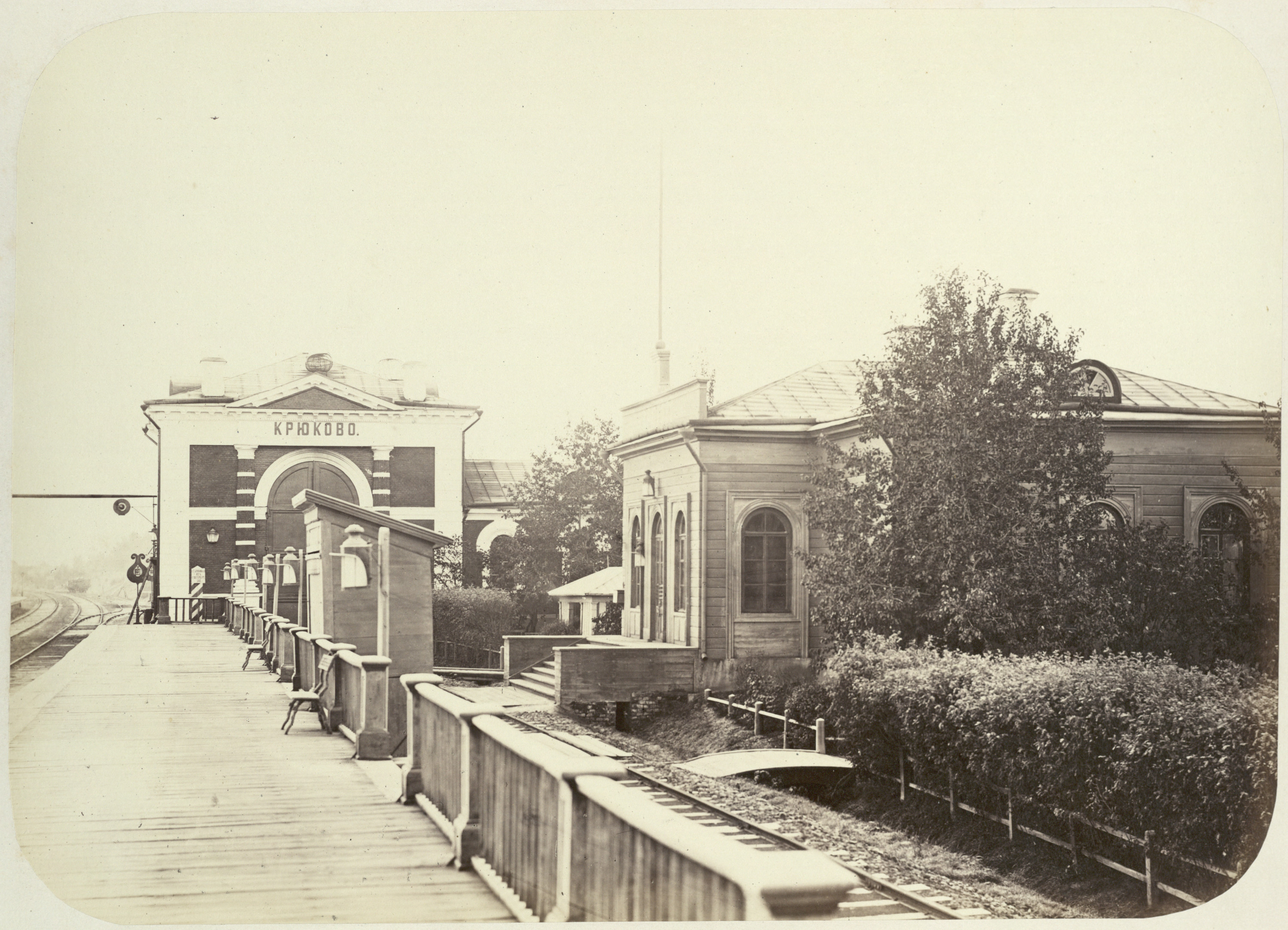
Станция Крюково в 1860-е годы

Станция III класса, была открыта  1 (13) ноября 1851 года, под названием — Крюковская, в составе Санкт-Петербурго-Московской железной дороги. Название станции происходит от деревни  Крюково, располагавшейся северо-восточнее, и было утверждено приказом МПС № 227 от 21 декабря 1850 года.  После переименовании дороги 8 (20) сентября 1855 года, станция в составе Николаевской железной дороги, и в 1863 году  получила официальное название в создаваемой сети железных дорог — Крюково.
Первоначально на станции было построено две каменные водонапорные башни, две деревянные высокие платформы и два деревянных пассажирских дома (вокзала), каждого размером 4,5 х 3,6 саж ( 9 х 7,2 м ), по обеим сторонам от путей.
Для снабжения паровозов водой в 1861 году к северу от станции на реке Сходня был устроен пруд (ныне — пруд Водокачка, также известный как Школьное озеро). Для предохранения пассажиров от осадков, ожидающих прибытия и отправления поездов, в 1889 - 1890 годах, на платформах строятся деревянные, крытые железом и обшитые с трёх сторон навесы, длиной 18 саженей и шириной 2 сажени.. В начале 1890х годов на станции был построен поворотный круг для паровозов, системы Селлерса диаметром 54 фут 10 д, такие круги были только в паровозных депо С-Петербурга и Москвы. В 1914 году поворотный круг был увеличен до 72 футов.
С 27 февраля 1923 года, после переименовании дороги, станция в составе Октябрьской железной дороги, приказом НКПС № 1028 от 20 августа 1929 года станция в составе Октябрьских железных дорог, с 1936 года станция в составе Октябрьской железной дороги.
В 1938 году деревня Крюково, разросшийся посёлок железнодорожников и деревня Скрипицыно были объединены в посёлок Крюково, и станция стала полностью окружена его территорией.
Во время Великой Отечественной войны в 1941 году в ходе боёв за Крюково исторические строения станции были разрушены.

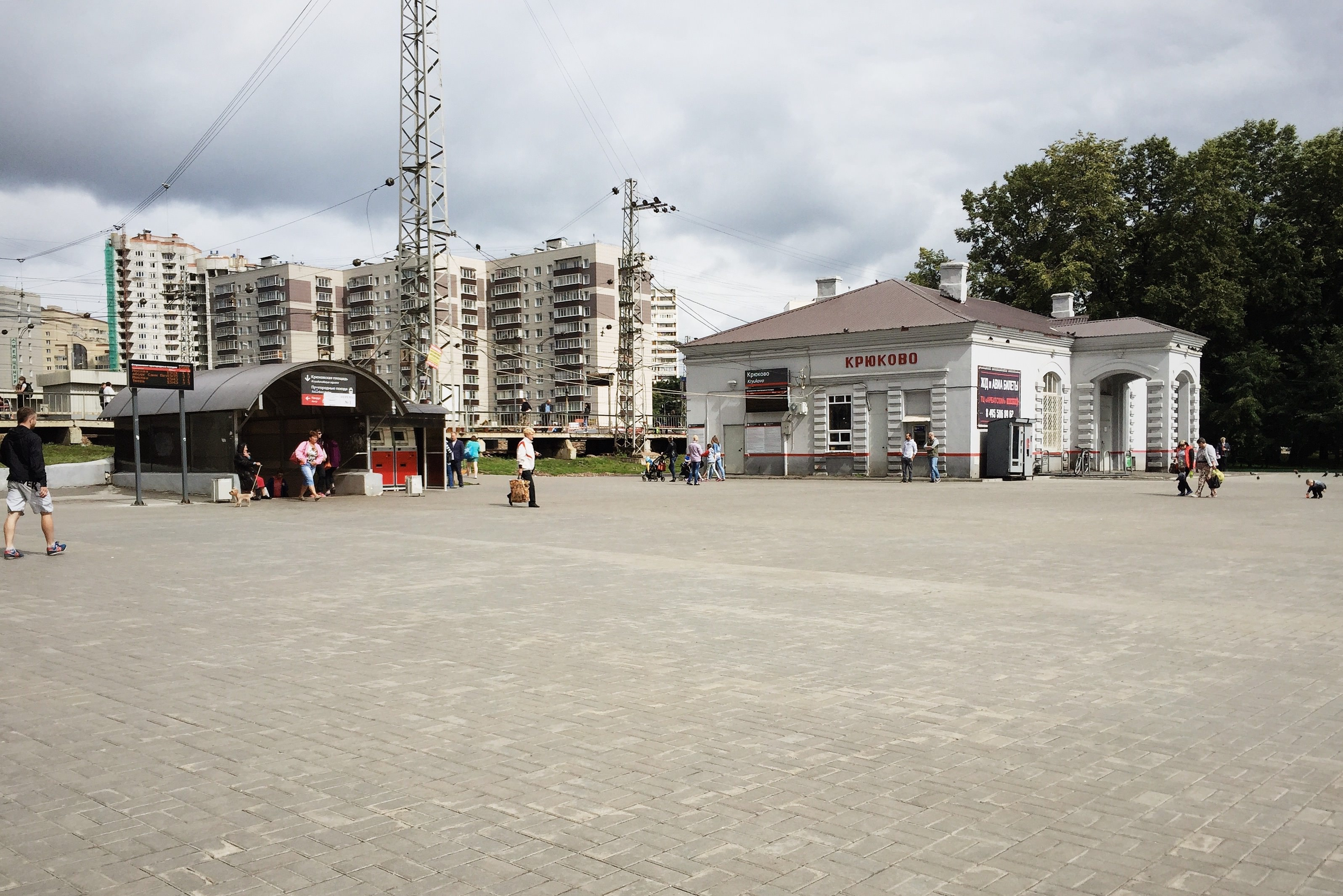
Старый вокзал станции (1951 года) в 2015 году

В 1951 году в рамках послевоенного восстановления было построено новое здание вокзала станции по типовому проекту архитектора Игоря Георгиевича Явейна.
Согласно тарифному руководству № 4 от 1947 года, станция производит операции по приёму и выдачи только повагонных грузов, допускаемых к хранению на открытых площадках, а также приёму и выдаче всех грузов мелкими отправками. Согласно тарифному руководству № 4 от 1965 года на станции производится операции по грузам и  продажа билетов на все пассажирские поезда, приём и выдача багажа. Согласно тарифному руководству № 4 от 1975 года  на станции остались работы только с грузами на подъездных путях и пассажирские операции. Согласно приказу Росжелдора № 211 от 6 июня 2014 года, на станции прием и выдача багажа не производится.  Согласно приказу Росжелдора № 60 от 17 февраля  2016 года станция закрыта для грузовых операций.
В 1958—1960 годах к северу от станции был основан город Зеленоград. В 1970 году при расширении границ города в его состав вошли территории к северу от станции (ныне районы Старое Крюково и Силино), а в 1987 году — территории к югу от станции (ныне район Крюково), и станция оказалась полностью на территории города.
С 2020 по 2023 годы в рамках строительства Ленинградско-Казанского диаметра (МЦД-3) и развития проекта ВСМ Москва — Санкт-Петербург проводилась реконструкция станции. 17 августа 2023 года вместе с открытием диаметра на станции были открыты три новые платформы, конкорс и транзитный подземный переход. 22 декабря 2023 года открылся интегрированный вестибюль станции, ведущий к остановкам общественного транспорта на эстакаде. 29 мая 2024 года открылся крытый пешеходный переход со станции через улицу Ленина.
В 1971 году присвоен код ЕСР № 0704, в 1975 году присвоен новый код ЕСР № 07040, с 1985 года код АСУЖТ (ЕСР) № 060500, с 2016 года код АСУЖТ (ЕСР) № 060433

В 1982 году станции присвоен код Экспресс-2 № 46200, с 1994 года — новый код Экспресс-3 № 2006200.
От станции в разное время были проложены подъездные пути: в 1902 году к заводу Витовского, длиной 0,874 версты. В 1910 году к кирпичному складу Рахманова длиной 80 саженей.

## Описание
Станция состоит из:
- пассажирского парка — приёмо-отправочные пути около пассажирских платформ;
- парка отстоя — пути напротив 14 микрорайона.

Основные строения станции:
- со стороны Старого города (с запада на восток):
  - кассы пригородного сообщения (на некотором отдалении от платформ);
  - северный вестибюль конкорса;
- со стороны Нового города (с запада на восток):
  - южный вестибюль конкорса;
  - старый вокзал в центре станции;
  - пост централизации в восточной части;
- 4 платформы и 7 путей для приёма-отправления пассажирских электропоездов;
- подземный переход, расположенный около западной оконечности платформ, для транзита между Старым и Новым Городом без выходов на платформы станции.

Платформы и пути имеют следующий порядок со стороны Старого города (Крюковской площади):
- путь 1,
- платформа 4 (в будущем платформа 2) для поездов от Москвы,
- путь 2,
- путь 3,
- платформа 2 (в будущем платформа 3) для поездов на Москву,
- путь 4,
- путь 5,
- новая островная платформа 1 для оборота поездов МЦД-3,
- путь 6,
- путь 7,
- старая боковая платформа 1 для поездов от Москвы с конечной в Крюково (только на выход), запланированная на снос в 2026 году в рамках строительства высокоскоростной железнодорожной магистрали Москва — Санкт-Петербург[16].

Правый выход с платформ при движении из Москвы — в северный вестибюль конкорса, в Старый город на Крюковскую площадь и прилегающие к ней улицы (выходы № 7-9). Левый выход — в южный вестибюль конкорса, в Новый город на Привокзальную площадь и прилегающие к ней улицы (выходы № 1, 3-5), а также на Крюковскую эстакаду (выходы № 2 и 6 к автобусам в Новый и Старый город, соответственно).
Рядом со старым вокзалом станции располагается небольшой сквер с памятником и братской могилой советских воинов, погибших в 1941 году во время боёв за Крюково, проходивших в ходе битвы за Москву. До лета 2011 года считалось, что в ней захоронено 38 красноармейцев (их имена были выбиты на мемориальной табличке у памятника), однако анализ архивов Министерства обороны показал, что в могиле захоронено значительно большее число бойцов — 511; имена ещё 473 воинов были увековечены 1 декабря 2011 года на гранитной облицовке цветочной клумбы перед памятником.

## Крюково-Грузовое

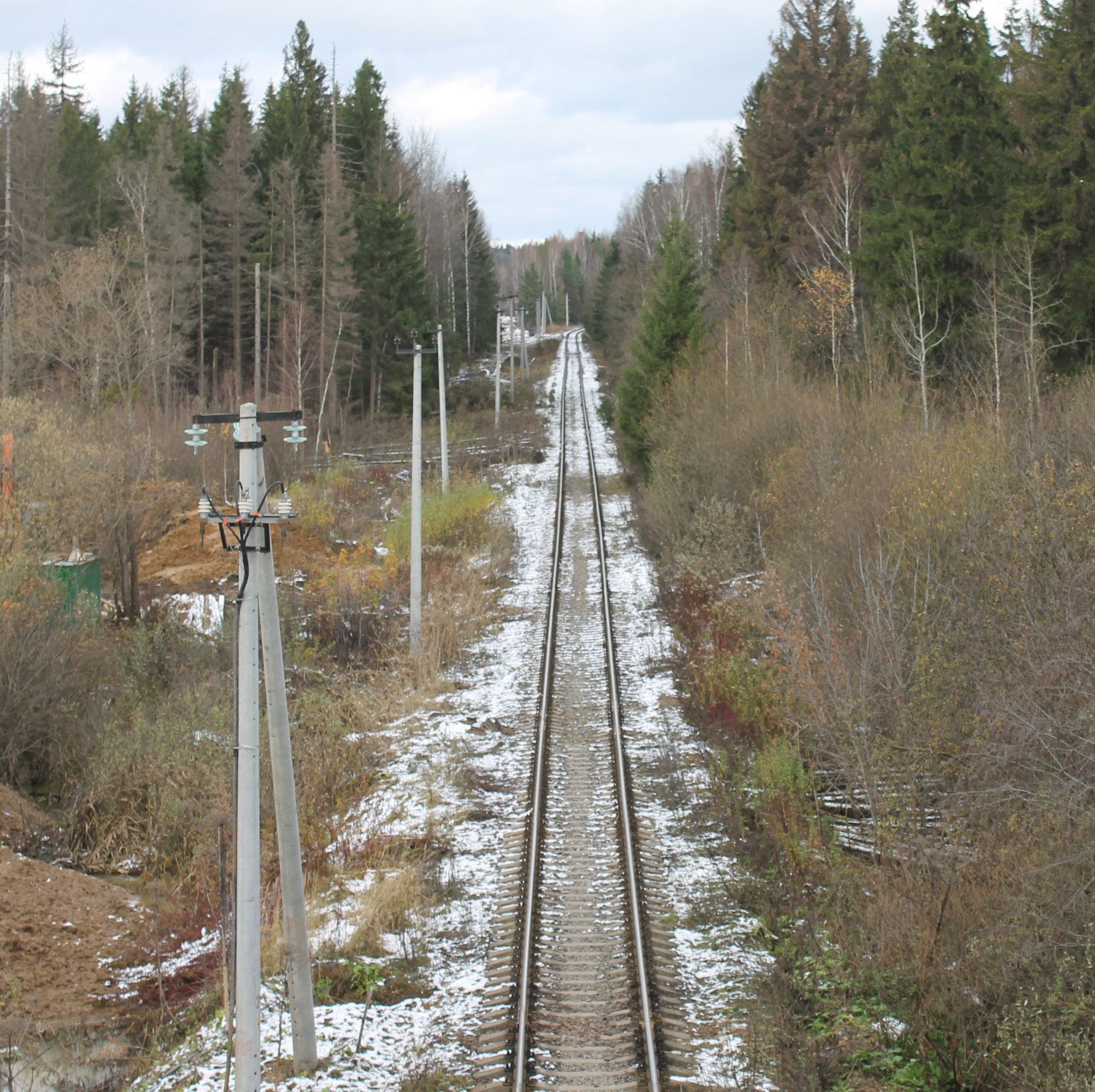
Железнодорожная ветка к станции Крюково-Грузовое

Крюково-Грузовое (Крюково-Товарная) — бывший грузовой парк станции Крюково, существовавший в 1972—2016 годах на правом ответвлении главного хода Октябрьской железной дороги в Северной промышленной зоне города Зеленограда, в 4,5 километрах от основной станции.
В период своего существования Крюково-Грузовое по Тарифному руководству № 4 имело свой код Единой сетевой разметки и параграфы работы, имея таким образом свойства отдельной станции. В марте 2016 года Крюково-Грузовое было закрыто для выполнения грузовых операций по всем параграфам Тарифного руководства № 4 с исключением из него.
По состоянию на 2020 год планов по демонтажу путей к станции не было.